# 代替可能性
経済学では、代替可能性（だいたいかのうせい）とは、個々の単位が本質的に交換可能であり、各部分が別の部分と区別できない商品または商品の特性である。  
たとえば、純金は、コイン、インゴット、またはその他の状態のいずれの形式でも、同じ量の純金と同等であるため、有名な芸術家の金の彫像などは代替可能とは見なされない。その他の代替可能な商品には、スイート原油、会社の株式、債券、その他の貴金属、および通貨が含まれる。
代替可能性とは、商品の各単位と同じ商品の他の単位との同等性と区別がつかないことのみを指し、ある商品を別の商品と交換することを意味するものではない。

## 語源
代替可能性”Fungibility”という言葉は、ラテン語のfungibilis、動詞 fungī（「実行する」を意味する）、fungi viceなどのフレーズ（「代わりに行う」または「交代する」を意味する）に由来する。この言葉は 「function」や「defunct」などの単語に関連している。  

## 使用例

### ファイナンス
代替可能性は流動性とは異なる。お金や他の商品と簡単に交換できる場合、その商品は液体であると言われる。財の1つの単位が、同じ品質の同じ財の別の単位と同じ時間、場所などで実質的に同等である場合、その財は代替可能である。
特に、お金は代替可能である。１枚の一万円札は、他の本物の紙幣と交換可能である。 また、２枚の五千円札や、10枚の千円札、または紙幣と硬貨のその他の組み合わせで合計一万円にすることもできる。
一方、ダイヤモンドやその他の宝石は、カット、色、グレード、サイズが異なるため、同じ価値が期待される複数のダイヤモンドを見つけることが難しいため、完全に代替可能ではない。小売店の棚にあるパッケージ製品は、同じタイプで機能と形式が同等である場合、代替可能と見なされる場合がある。顧客と店員は、購入するまで、場合によっては購入後に、パッケージを自由に交換できる。ただし、パッケージを開封して製品を使用した後は、通常は一意であると見なされ、返品や交換などの例外的な状況を除いて、未開封のパッケージと交換できなくなる。

#### 暗号通貨
暗号通貨は通常、代替可能な資産と見なされ、1つのコインが別のコインと同等である。ただし、日本の取引所Coincheckでの重大な違反の後、暗号通貨NEMのトークン開発者は、ハッキングされたコインに特別なフラグを追加して、取引または使用されないことが示された。 

### タスク管理
代替可能性は、簡単に並列化でき、他の部分に相互依存しない交換可能な部分に分解できる特定のタイプのタスクを説明するために使用されている。例：労働者が1日に1メートルの溝を手で掘ることができ、10メートルの溝を掘る必要がある場合、その労働者はプロジェクト全体を完了するために10日間かかる。さらに9人の労働者を雇うことができれば1日で完了することができる。各作業者は、他の作業者に干渉することなくプロジェクトの一部を完了することができる。さらに重要なことに、各作業者は、プロジェクト全体のシェアを完了するために他の作業者の結果に依存しない。
一方、代替不可能なタスクは、本質的に非常に連続的である傾向があり、後のステップを開始する前に、前のステップを完了する必要がある。代替可能ではない一連のタスクの例として、9人の新しく妊娠した女性のグループがあったと仮定する。 1か月後、これらの女性は合計9か月の妊娠を経験しましたが、妊娠一か月の胎児しか育たない。

### 量子物理学
オックスフォード大学の理論物理学者DavidDeutschは、量子マルチバース内の量子粒子と宇宙の物理的性質を表すために「代替可能」という用語を採用した。

### 法律

#### アメリカ
米国の法的紛争では、判決または判決の結果として一方の当事者が他方の当事者を救済することを余儀なくされた場合、適切な法的救済は、回復されることを意図した根本的な権利、義務、または財産権の代替可能性に依存する可能性がある。 被害者の利益が代替可能であるかどうか、事実の裁判官によってなされた決定に応じて、適切な救済策は変わる可能性がある。たとえば、裁判所は、金銭的損害賠償のより好ましい救済ではなく、契約違反の救済として特定の履行（公平な救済）を要求する場合がある。 

#### ベルギー
ベルギーは、1967年から1968年に設立された国内の中央証券保管機関であるCIK （ユーロクリア）に代替可能性を採用している。 1967年11月10日に発行された王政令第62号によると、代替可能証券の寄託者は共同所有権を持っている。この変更は、ユーロ債の処理とシステムの構築を開始するまでに、ユーロクリアの開発の基本であった。 